# Marienkirche Frankfurt (Oder)

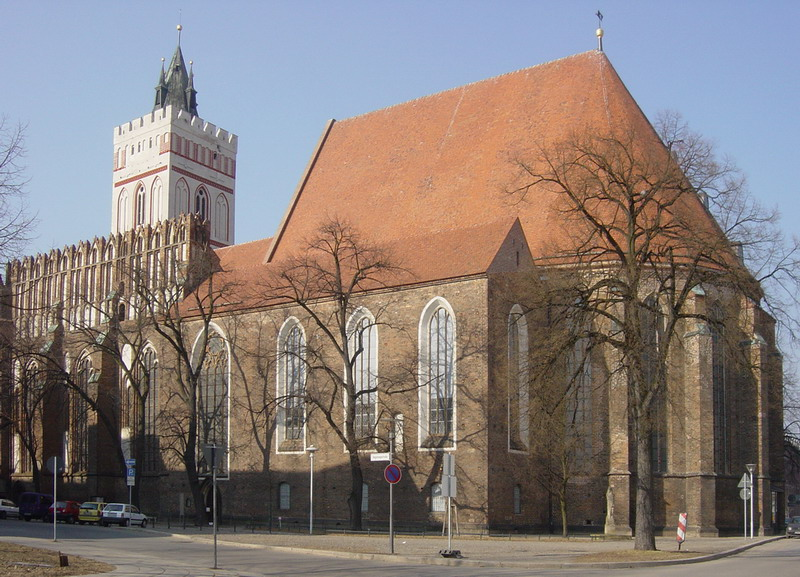
Marienkirche Frankfurt (Oder)

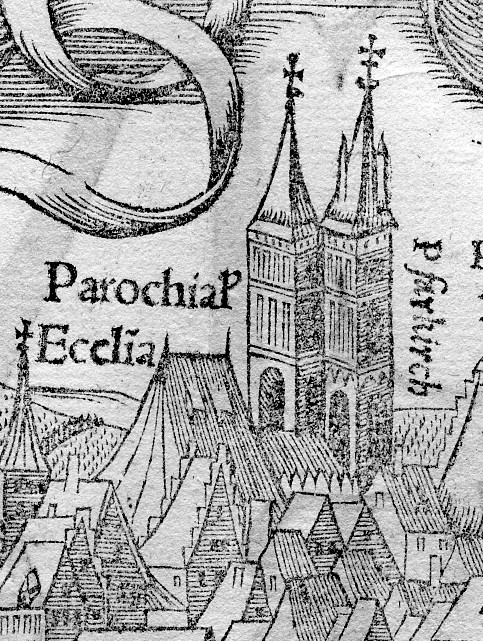
Marienkirche. Ausschnitt aus: Ansicht der Stadt Frankfurt (Oder). Seiten 756 und 757 aus Cosmographia von Sebastian Münster 5. Auflage 1550

Die St.-Marien-Kirche in Frankfurt (Oder) ist die ehemalige Hauptpfarrkirche der Stadt und wurde in mehr als 250 Jahren mittelalterlicher Bautätigkeit errichtet. Das Kirchengebäude gehört zu den größten Gebäuden der norddeutschen Backsteingotik; es ist 77 Meter lang und 45 Meter breit. Die Kirche wurde im Zweiten Weltkrieg in großen Teilen zerstört, konnte in der Folgezeit aber in ihren Grundzügen rekonstruiert werden. Heute ist die St.-Marien-Kirche ein soziokulturelles Zentrum und Wahrzeichen der Stadt.
Die Kirche gehört zum Kirchenkreis Oderland-Spree der Evangelischen Kirche Berlin-Brandenburg-schlesische Oberlausitz.

## Mittelalter

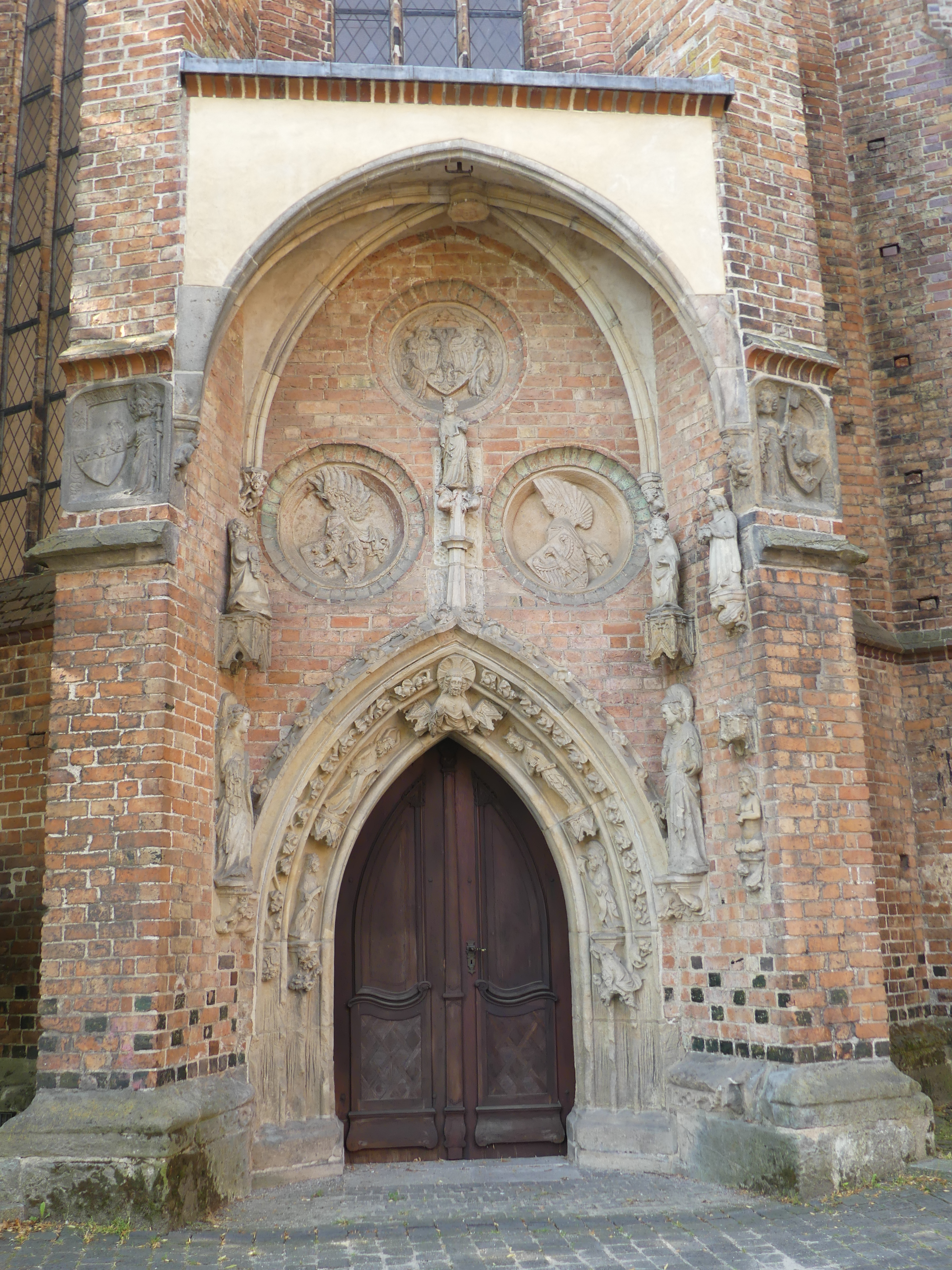
Sandsteinportal gegenüber dem Rathaus

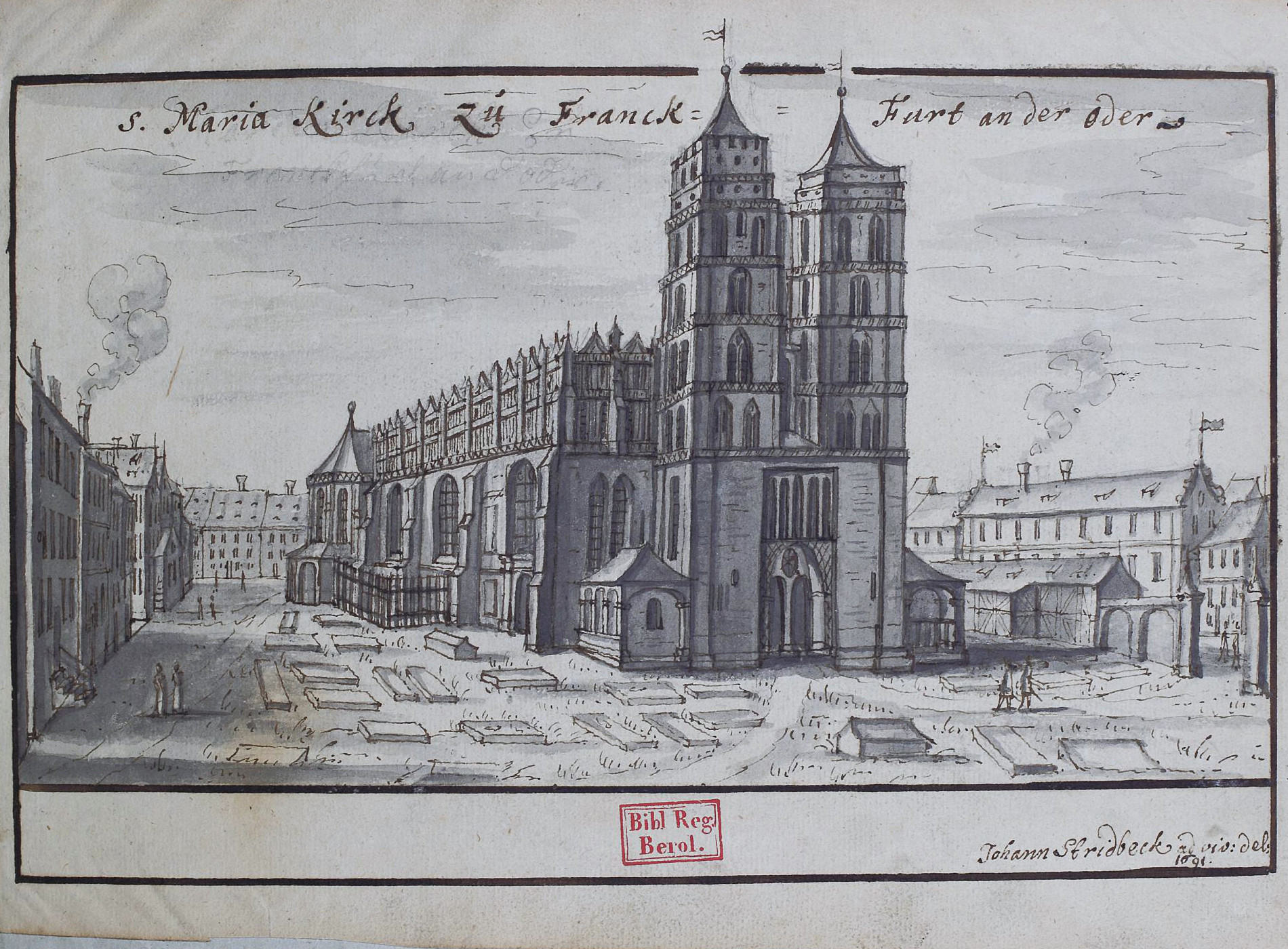
S. Maria Kirch zu Franck-Furt an der Oder. Federzeichnung von Johann Stridbeck der Jüngere, 1690

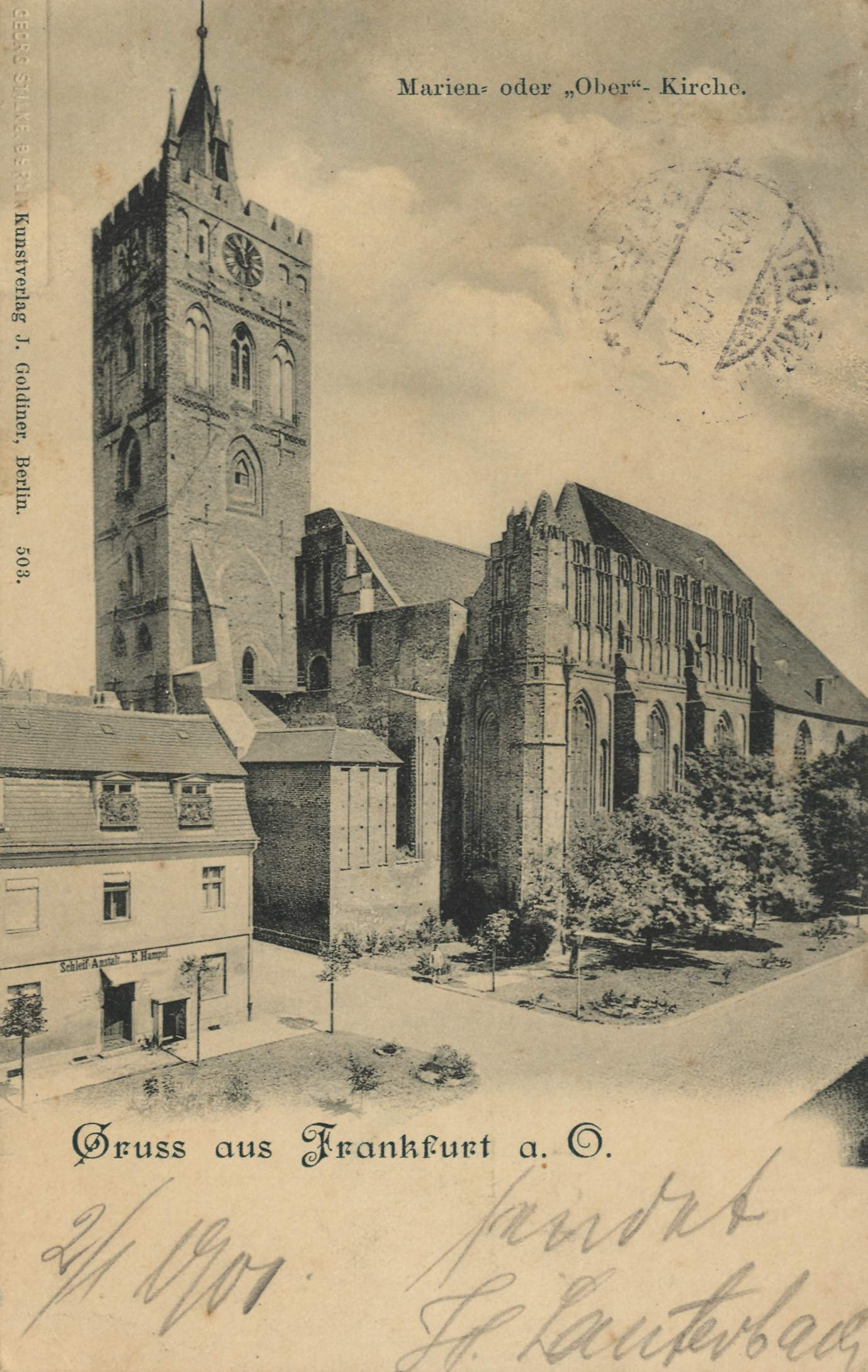
Ansichtskarte von 1900

1253, nach der Stadtgründung, entstand der Ursprungsbau mit einer der frühesten Emporen der Mark Brandenburg. Ab etwa 1360 wurde anstelle des ursprünglichen Chores ein Hallenumgangschor errichtet, der möglicherweise 1367 fertiggestellt war und als einer der frühesten Hallenumgangschöre in der Mark Brandenburg gilt. Verglichen mit dem 1290–1323 errichteten Umgangschor des Verdener Doms fällt die unterschiedliche Anzahl der Ecken auf. In Verden haben Innenchor wie Außenwand 7/12-Schlüsse, in St. Marien der Innenchor nur einen 5/8 Schluss, die Außenwand einen 9/16 Schluss. Die Anregung, die Außenwand mit mehr Ecken zu versehen als den Innenchor, mag vom Heilig-Kreuz-Kirche in Schwäbisch Gmünd (Chor 1350–1410) gekommen sein, wo allerdings an den Chorumgang ein Kranz niedriger Kapellen anschließt. Gleichzeitig wurde am nördlichen Querschiff eine polygonale Eingangshalle mit einem Sandsteinportal angebaut, mit einem für Deutschland ungewöhnlich prächtigen Figurengewände. Es steht gegenüber dem Schaugiebel des Rathauses. Da Chor und Querhaus wesentlich höher sind als das ältere Langhaus, wurde an der Westseite des Querhauses ein Giebel errichtet. Der überlastete die Vierungspfeiler; einer stürzte ein und musste ersetzt werden, der andere wurde verstärkt.
Zwischen 1373 und 1378, als Kaiser Karl IV. auch Markgraf von Brandenburg war, wurden über dem Portal ein Reichsadler, ein böhmischer Löwe und andere Verzierungen angebracht. Im 15. Jahrhundert wurde dann das Langhaus auf fünf Schiffe erweitert. War vorher die Turmfassade breiter als das Langhaus gewesen, so musste nun die Fassade seitlich der Türme verbreitert werden. In der Westwand klafft die Baufuge zwischen Turm und Verbreiterung so weit, dass Licht hindurch scheint. Die äußeren Schiffe erhielten repräsentative, bemalte Attiken. Die Zweiturmfassade wurde um 1450 um vier Geschosse aufgestockt. Den Nordturm bekrönte ein Achterhelm, den Südturm ein Zinnenkranz mit Turmhelm. Mit der Gründung der Universität Viadrina entstand mit dem Neubau von Sakristei mit Empore und Martyrchor 1521/22 die letzte bedeutende Erweiterung des Kirchenbaus.

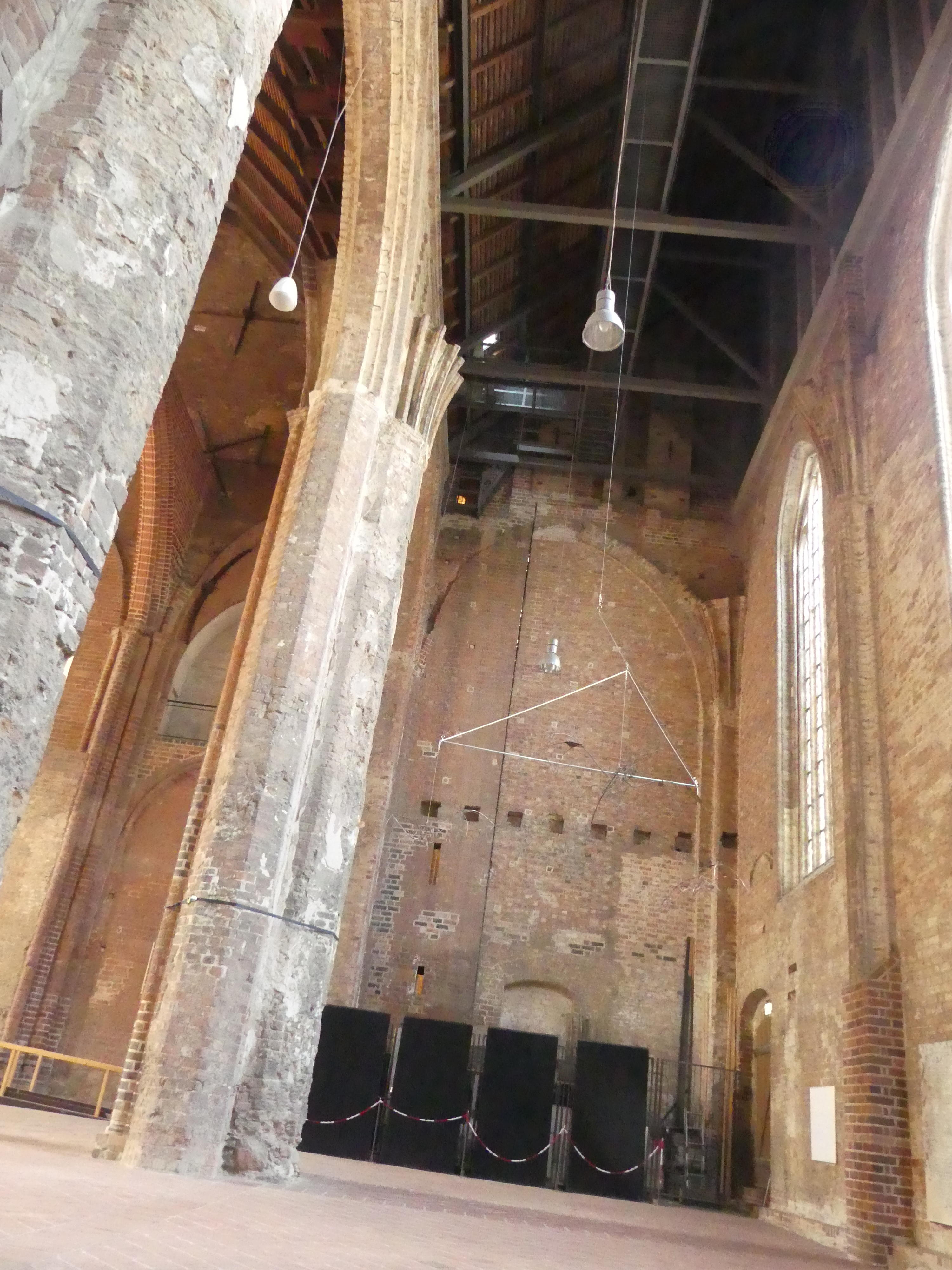
Westwand des äußeren Nordseitenschiffs mit Baufuge
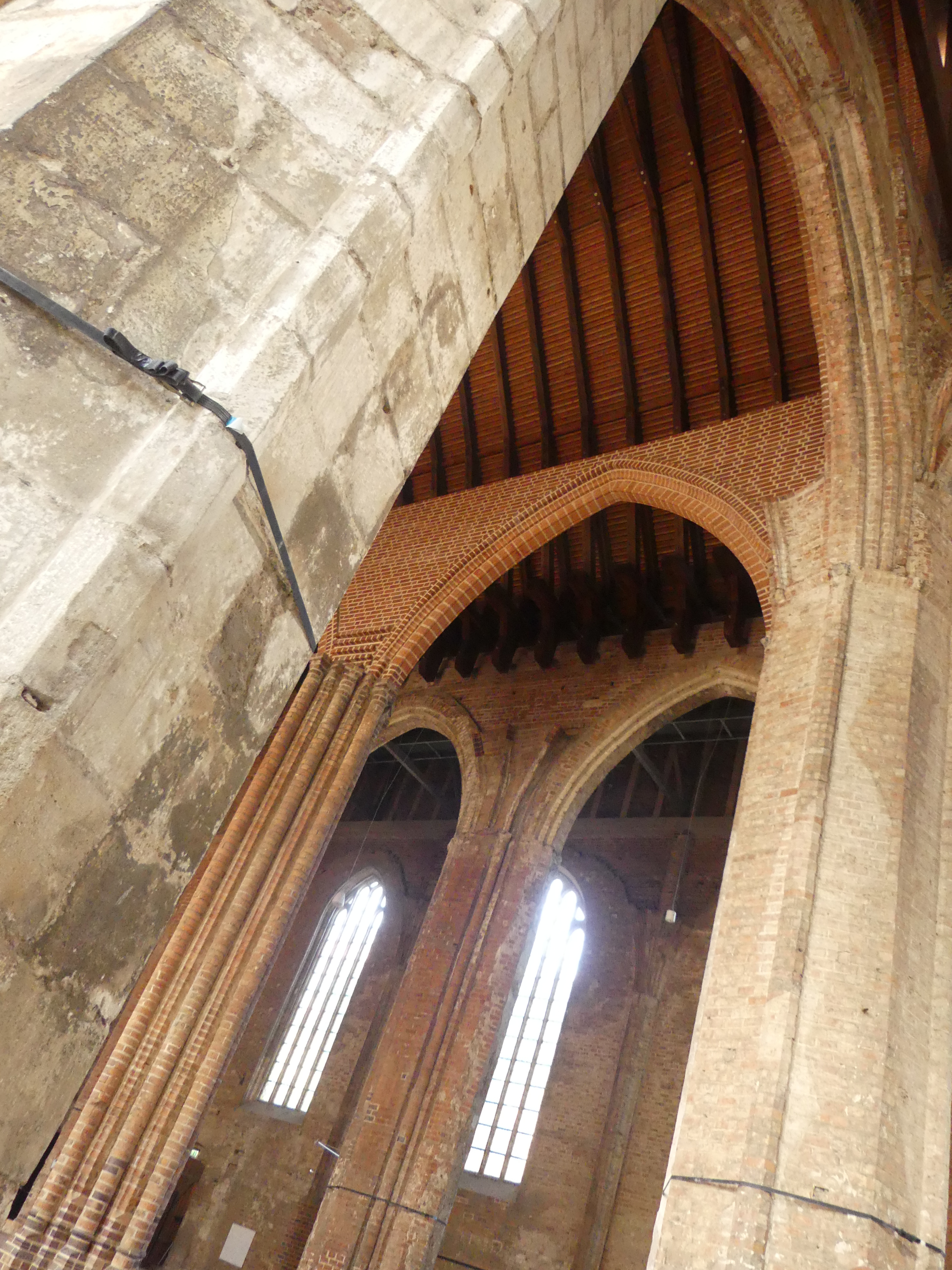
Westliche Vierungspfeiler
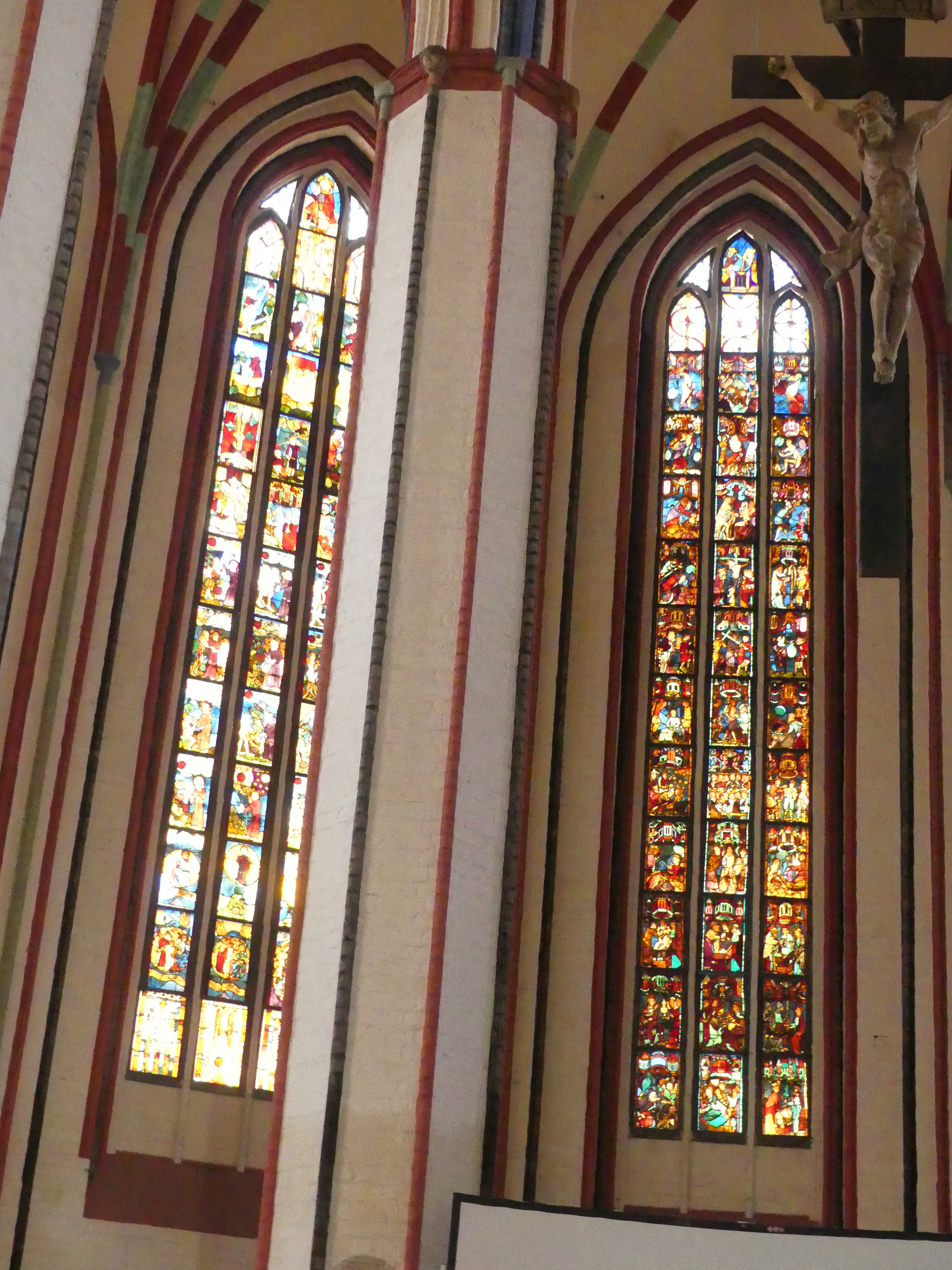
Links Adam bis Noah, Mittelfenster Leben Christi
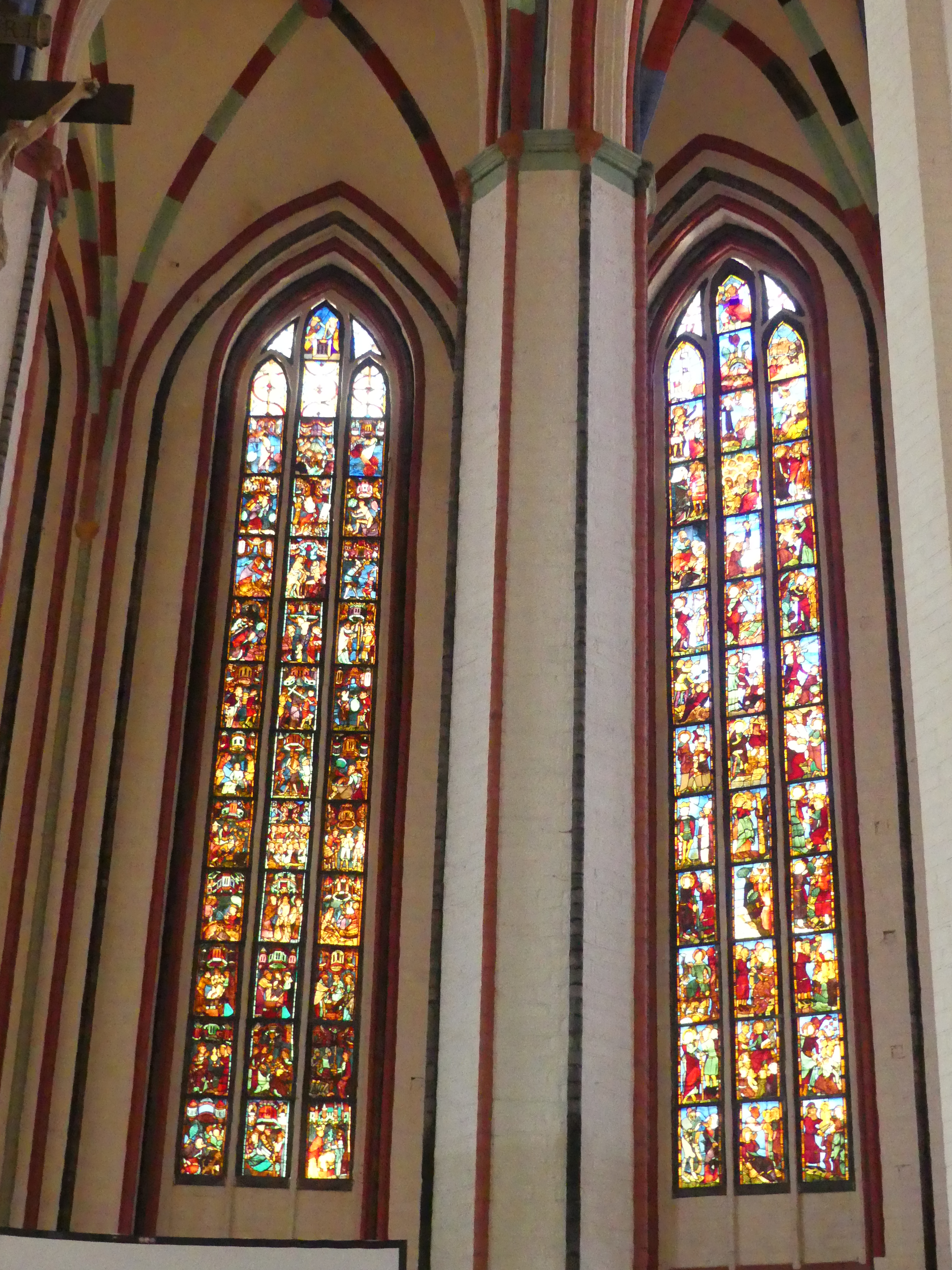
Mittelfenster Leben Christi, rechts Antichrist

### Glasmalerei
Eine Besonderheit sind die drei großen Bleiglasfenster, die zwischen 1360 und 1370 entstanden. Die im Stil der Gotik gefertigten Fenster bestehen aus insgesamt 117 Bildern, die jeweils 83 mal 43 Zentimeter groß sind und von Bürgern der Stadt finanziert wurden. In einer Art Bilderbibel stellen die Fenster die Schöpfungsgeschichte der Welt, das Leben von Adam und Eva, den Bau der Arche Noah, das Leben Christi und die Antichristlegende dar.

## Sicherung im 19. und Anfang des 20. Jahrhunderts

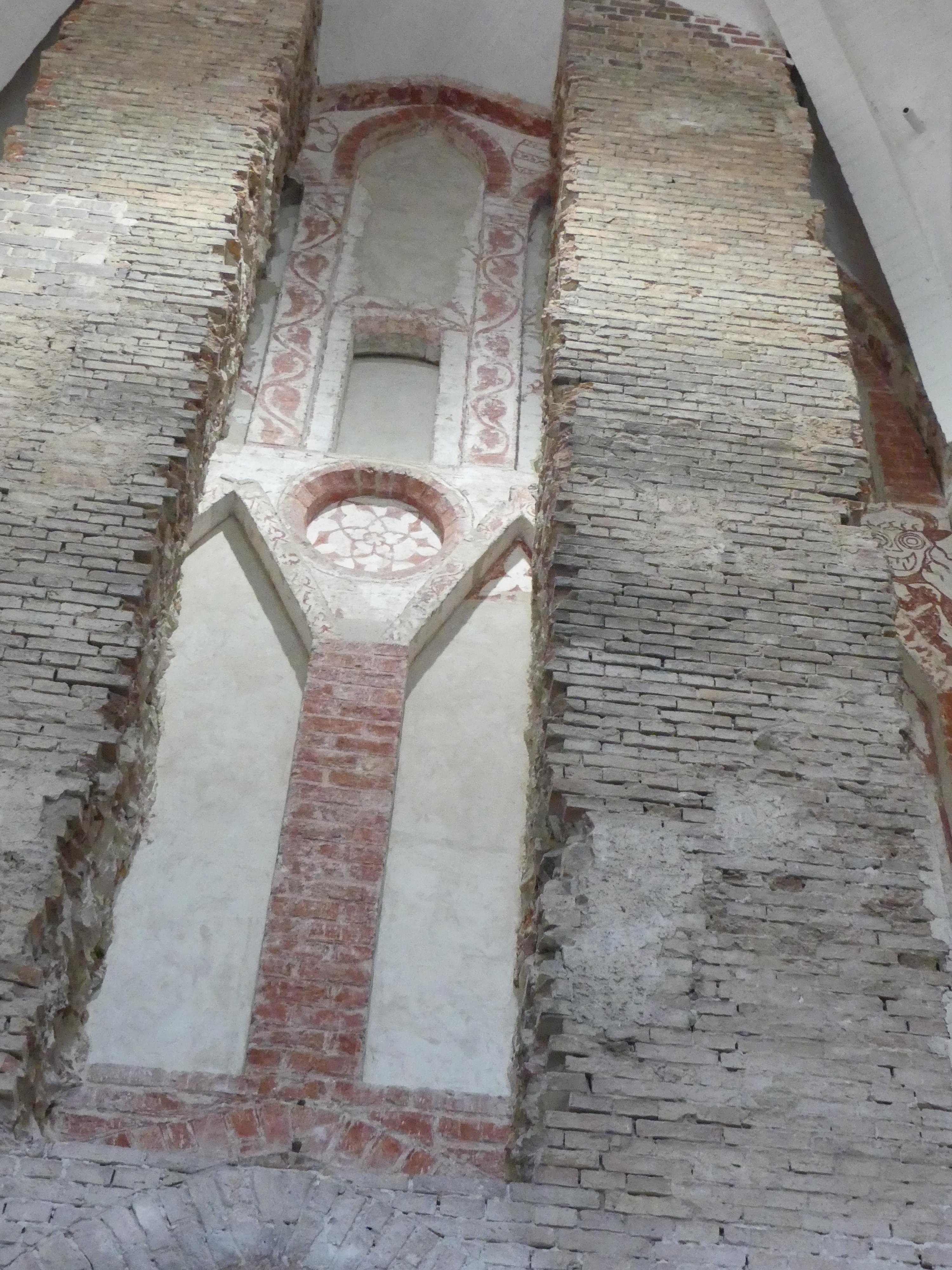
Aufgedeckte Außenwand mit Farbfassung des 13. Jh. beim Haupteingang

Am 15. Mai 1826 stürzte der Südturm der Kirche ein, woraufhin sich der beauftragte preußische Oberbaurat Karl Friedrich Schinkel entschloss, eine gotische Schauwand aus dem 13. Jahrhundert komplett abzumauern. Die Wand geriet in Vergessenheit und wurde erst in den 1990er Jahren bei Instandsetzungsarbeiten wiederentdeckt. Die Instandsetzung der Kirche überließ Schinkel seinem Schüler Emil Flaminius; der zerstörte Südturm wurde dabei nicht wiederhergestellt. Die Bleiglasfenster wurde nach Plänen Schinkels durch den Frankfurter Glasermeister Baxmann ausgebaut und restauriert.

### Zerstörung im Zweiten Weltkrieg
Wegen des Zweiten Weltkrieges wurden zum Schutz vor Zerstörung vom 20. August bis 3. September 1941 die 117 Felder der Bleiglasfenster durch den Frankfurter Glasermeister Loehde ausgebaut. Sie wurden in Frankfurt in nummerierten Holzkisten zunächst in der Greiffenpfeil’schen Gruft im Nordturm der St. Marienkirche, später im Keller des nahe gelegenen Pfarrhauses von St. Marien eingelagert. 1943 wurden die farbigen Bleiglasfenster in Schwarz-Weiß als Schnell- und Notinventarisierung durch Fotografin Rohrbeck im Auftrag des Beauftragten des Provinzial-Denkmalamtes Dr. Seeger fotografisch dokumentiert. Sie wurden auf Veranlassung des Provinzial-Denkmalamtes Potsdam im April 1945 nach Potsdam in das Neue Palais gebracht.
Mit der Zerstörung der Frankfurter Innenstadt im April 1945 wurde auch die St.-Marien-Kirche zur Ruine. Trotz mehrerer Notsicherungen kam es zu weiteren Teileinstürzen: Die Gewölbe des Langhauses sowie einige Pfeiler im Jahr 1946 sowie 1949 die Chorgewölbe und 1966 die Gewölbe des nördlichen Seitenschiffs.

### Wiederaufbau in der Nachkriegszeit

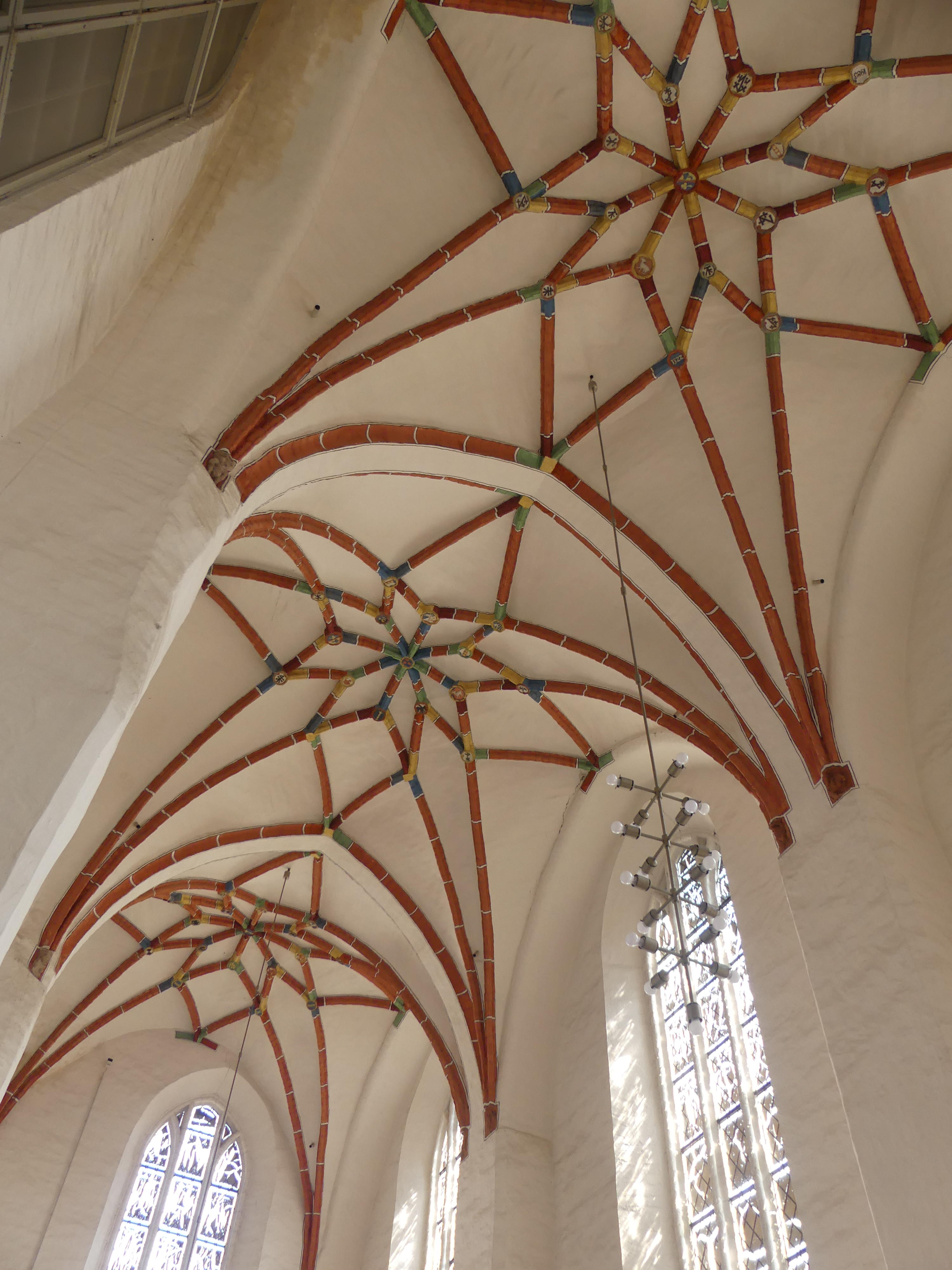
Kapelle „Martyrchor“

Die wertvollen Bleiglasfenster wurden auf Veranlassung sowjetischer Kunstschutzoffiziere 1945/1946 durch die Babelsberger Fotografin Postel fotografiert. Am 22. Juni 1946 verbrachte die Sowjetische Militäradministration in Deutschland die Fenster als Beutekunststücke von Potsdam in das Kriegsbeutelager 1 der Roten Armee im Zentralvieh- und Schlachthof in Berlin-Lichtenberg. Am 14. August 1946 wurden die Fenster in fünf Transportkisten im Militärzug Nr. 176/8042 von Berlin nach Leningrad (heute wieder Sankt Peter(s)burg) auf den Weg gebracht. Während des Transports wurden die Kisten viermal umgeladen. Am 20. August 1946 übernahm der Leiter der Abteilung Westeuropäische Kunstgeschichte der Staatlichen Eremitage Professor Wladimir Franzewitsch Lewinson-Lessing die Kisten. Der Inhalt wurde protokolliert als „102 Glasfenster und Splitterhaufen einiger zerschlagener Glasfenster“. Die Kisten wurden zur Aufbewahrung in Depoträume der Eremitage verbracht. Schon 1946 stellte die Kirchengemeinde Frankfurt (Oder) erfolglos Nachforschungen über den Verbleib der Fenster an. Damit galten die Fenster als „seit Kriegsende verschollen“.
In der Zeit der DDR konnte die Kirchengemeinde St. Marien 1958 mit ihren Mitteln die Sakristei und den Martyrchor rekonstruieren, den Mittelschrein des Altars aufstellen und die Räumlichkeit feierlich in Nutzung nehmen. Auf Grund eingeschränkter Heizung war ein Gottesdienst nur im Sommer möglich. Die evangelische Kirchengemeinde als Eigentümer und die Stadt Frankfurt als Nutzer schlossen am 27. September 1974 einen Pachtvertrag über 99 Jahre zur weiteren Nutzung der Kirche. Die Stadt übernahm die Verpflichtung, die Ruine für allgemein gesellschaftliche Zwecke zu restaurieren und auszubauen. 1979 begann die abschnittsweise Sicherung und Instandsetzung. Die Sakristei wurde restauriert und in Nutzung genommen.

### Weiterführung des Wiederaufbaus nach der Wiedervereinigung
In den letzten Wochen der DDR hatte sich 1990 in Frankfurt ein Kirchen-Förderverein zur schrittweisen denkmalgerechten Wiederherstellung des Kirchengebäudes gegründet und der Wiederaufbau ging nach der Deutschen Wiedervereinigung weiter. 1998 wurden die Hauptdächer über Chor und Langhaus wieder errichtet; der 21 Meter hohe Dachstuhl ist der größte Holzdachstuhl, der im 20. Jahrhundert errichtet wurde. Die letzte Maßnahme war die Instandsetzung des Nordturms mit der Wiederherstellung der farblichen Fassade der Entstehungszeit. Die Entdeckung der Farbpigmente am Turm war zuvor eine nicht erwartete Überraschung gewesen.
Kunstschätze der ehemals reichen Ausstattung der Marienkirche, wie der Marienaltar von 1489, die Bronzetaufe und Bronzeleuchter Ende des 14. Jahrhunderts, sowie viele von den Bürgern gestiftete Epitaphe sind seit 1980 in der Sankt-Gertraud-Kirche aufgestellt.
Im April 1991 gab es durch den russischen Kunsthistoriker Alexei Leonidowitsch Rastorgujew von der Moskauer Lomonossow-Universität in der sowjetischen Zeitschrift Literaturnaja gaseta einen ersten Hinweis auf den Verbleib der Fenster. 1994 begannen mit einer Petition des Gemeindekirchenrates Frankfurt (Oder) an den russischen Ministerpräsidenten Tschernomyrdin die deutschen Bemühungen um eine Rückgabe. Schon von Juni bis Oktober 2001 gab es erste Voruntersuchungen in einer eigens eingerichteten Glasrestaurierungswerkstatt in der Staatlichen Eremitage St. Petersburg. Von November 2001 bis März 2002 wurden 15 Motive in der Restaurierungswerkstatt der Staatlichen Eremitage restauriert. Vom 2. April bis Juni 2002 wurden die 15 Motive in der Winterpalais-Kirche der Eremitage ausgestellt.
Die Verhandlungen führten am 5. April 2002 zu einem Gesetz der Duma mit Zustimmung des Föderationsrats zur Rückgabe der 111 gefundenen Felder bis zum Sommer 2002. Am 23. Juni 2002 wurden die Fenster in St. Petersburg feierlich durch den russischen Kulturminister Michail Jefimowitsch Schwydkoi an die Bundesrepublik Deutschland zu Händen des deutschen Kulturstaatsministers Julian Nida-Rümelin, des Frankfurter Oberbürgermeisters Martin Patzelt, des Frankfurter Oberbürgermeisters a. D. Wolfgang Pohl und des Vorsitzenden des Fördervereins St. Marien e. V., Pfarrer Helmuth R. Labitzke übergeben. Am 29. Juni 2002 kamen die Fenster in Frankfurt unter großer Beteiligung der Frankfurter Bevölkerung und Politikern aus Bund und Land an. Am 28. Oktober 2002 wurde die 22 Transportkisten geöffnet und mit der Einrichtung der Restaurierungswerkstatt im Martyrchor begonnen. Am 6. Dezember 2002 wurde die erste Glasmalerei-Ausstellung in der Sakristei der St. Marienkirche mit vier Glasmalereifeldern der Fenster eröffnet. Am 28. Mai 2005 konnte in einem Festakt die Wiedereinweihung des ersten restaurierten Fensters im Chor von St. Marien gefeiert werden. Daraufhin erschien im Juni 2005 in der Moskauer Tageszeitung Kommersant eine Nachricht, wonach sich die fehlenden sechs Felder im dortigen Puschkin-Museum befinden. Nach wiederum jahrelangen Verhandlungen beschlossen Staatsduma und Föderationsrat im März 2008 ein Gesetz zur Rückgabe der letzten sechs Fensterbilder. Der deutschen Kulturstaatsminister Bernd Neumann übergab sie am 17. November 2008 aus der Hand der deutschen Botschaft in Moskau an die Kirchgemeinde und die Stadt. Die vollständig restaurierten Fenster sind seit dem Februar 2009 wieder in der Marienkirche zu sehen.
Die Kirche wurde 2002 mit einem 38.000 Euro teuren Brandschutzsystem ausgestattet. 2004 konnte die Wiedereinwölbung des Chores abgeschlossen werden. Im Mai 2006 wurde der Weg vor dem Westportal neu gepflastert. Dafür wurden historische Granitsteine aus dem Depot des Tiefbauamtes verwendet. Weiterhin gab es sogenannte „Spendensteine“, die mit dem Namen von Spendern versehen waren. Diese Steine kosteten 75 €, davon wurden 25 € für die Herstellung verwendet und der Rest für die Restaurierung der Kirche.

## Orgel
Am 14. Juli 1695 wurde von Matthias Schurig erbaute große Orgel mit drei Manualen eingeweiht.  Diese ist 1705 von Daniel Decker noch auf 45 Register erweitert worden.
Die barocke Orgel wurde beim Turmeinsturz zerstört und 1834 ersetzt durch eine Orgel von Carl August Buchholz mit drei Manualen und 54 Registern. Dieses Instrument wurde 1922 durch die Firma W. Sauer aus Frankfurt/Oder nur leicht verändert und existierte so bis 1945.
1922 wurden Instandsetzungsarbeiten durchgeführt.

## Glocken

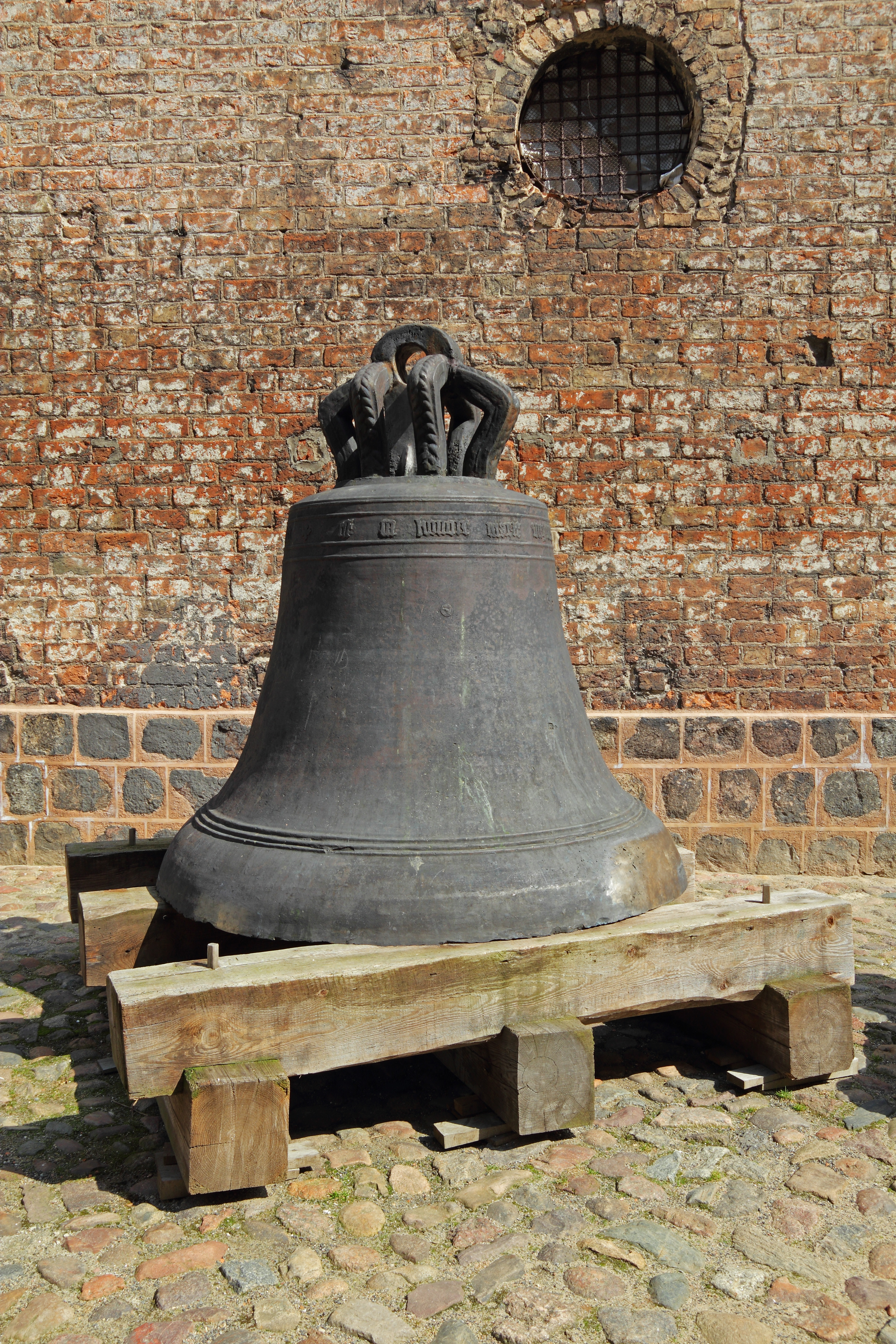
Mittelglocke von 1426

Das Geläut der Marienkirche umfasste ursprünglich sechs Glocken, die um 1400 gegossen worden waren. Zwei Glocken wurden 1942 zu Kriegszwecken nach Hamburg gebracht, darunter die 1426 gegossene Maria, auch Mittelglocke genannt. Die übrigen vier verblieben wegen ihres geschichtlichen Wertes in der Kirche. Die große Osanna von 1371 war mit seltenen Glockenritzzeichnungen versehen. Sie ging zusammen mit den drei übrigen Glocken bei der Zerstörung der Kirche im April 1945 verloren. Die Mittelglocke entging dem Einschmelzen und wurde 1949 vom Ausschuss für die Rückführung der Glocken nach Frankfurt zurückgebracht. Nach einer Reparatur im Jahr 2007 in einer Manufaktur in Nördlingen wurde sie danach vor dem Westportal der Marienkirche abgestellt. Der Förderverein sorgte auch dafür, dass 2014 nach historischen Aufzeichnungen drei Glocken in der Glockengießerei Grassmayr in Innsbruck neu gegossen wurden. Während die beiden kleineren Glocken bereits beim ersten Guss am 7. Februar erfolgreich gegossen worden waren, gelang der Guss der über fünf Tonnen schweren Osanna erst beim zweiten Mal, am 14. März. Am 3. Mai wurden die vier Glocken während eines Festgottesdienstes in ihren Dienst gestellt und auf dem Kirchplatz angeschlagen. Nachdem sie im Mai aufgehängt worden waren, läuteten sie am 7. Juni das Pfingstfest ein.
Die letzten fehlenden Uhrschlagglocken entstanden im Jahr 2022 ebenfalls in Innsbruck und wurden Anfang Juli 2023 nach Frankfurt vor die Kirche geliefert. Die Herstellung kostete rund 100.000 Euro, die durch die Ostdeutsche Sparkassenstiftung, die Sparkasse Oder-Spree und viele Einzelspender zusammen kamen.
| Name                 | Gussjahr | Gießerei                  | Durchmesser am unteren Glockenrand in mm | Gewicht in kg | Schlagton | Inschrift/Sonstiges                                                                                                | Nutzung als                      |
| -------------------- | -------- | ------------------------- | ---------------------------------------- | ------------- | --------- | --- | -------------------------------- |
| Osanna               | 2014     | Glockengießerei Grassmayr | 1.977                                    | 5.166         | h0        | Hosianna dem Sohne Davids + Gelobt sei der da kommt in dem Namen des Herrn + Hosianna in der Höhe                  | Sonntagsglocke                   |
| Maria (Mittelglocke) | 1426     |                           | 1.780                                    | 4.120         | d1        | Hec campana fusa est in honorem marie virginis Anno dei mccccxxvi                                                  | Festglocke                       |
| Adalbert             | 2014     | Glockengießerei Grassmayr | 1.494                                    | 2.309         | e1        | Gehet hin und machet zu Juengern alle Voelker + Ich bin bei euch alle Tage bis an der Welt Ende +                  | Mittagsglocke                    |
| Hedwig               | 2014     | Glockengießerei Grassmayr | 1.237                                    | 1.318         | g1        | Einer trage des anderen Last + So werdet ihr das Gesetz Christi erfüllen +                                         | Abendglocke                      |
| Uhrschlag            | 2022     | Glockengießerei Grassmayr |                                          | 0400          | h‘        | Die vollen Stunden werden mit einem Klöppel angeschlagen, die Viertelstunden mit seitlich angebrachten Hämmerchen. | Turmuhrglocke                    |
| Uhrschlag            | 2022     | Glockengießerei Grassmayr |                                          | 0300          | d‘‘       | Klöppel und Hämmerchen                                                                                             | Turmuhrglocke                    |
| Christus             | 2022     | Glockengießerei Grassmayr |                                          | 0200          | e‘‘       | | Dankesglocke; gab es zuvor nicht |

Das komplette Geläut soll zum 3. Oktober 2023 erstmals wieder erklingen. Die Baustatik verbietet es jedoch, alle sieben Glocken gleichzeitig zu schlagen, weshalb es einen Läuteplan geben wird.

## Bibliothek
Die Marienkirche verfügt über eine eigene Bibliothek, welche 972 Bände umfasst, 816 davon aus der Zeit von 1430 bis 1850. 1932 wurde erwähnt, dass die Bibliothek über 5.000 Werke verfüge, im April/Mai 1945 wurden davon aber etwa 90 Prozent vernichtet. Das älteste Buch ist aus dem Jahre 1430 und ist ein Messbuch, welches auf Pergament verfasst wurde. Das Buch wurde wahrscheinlich auch in Frankfurt (Oder) geschrieben.

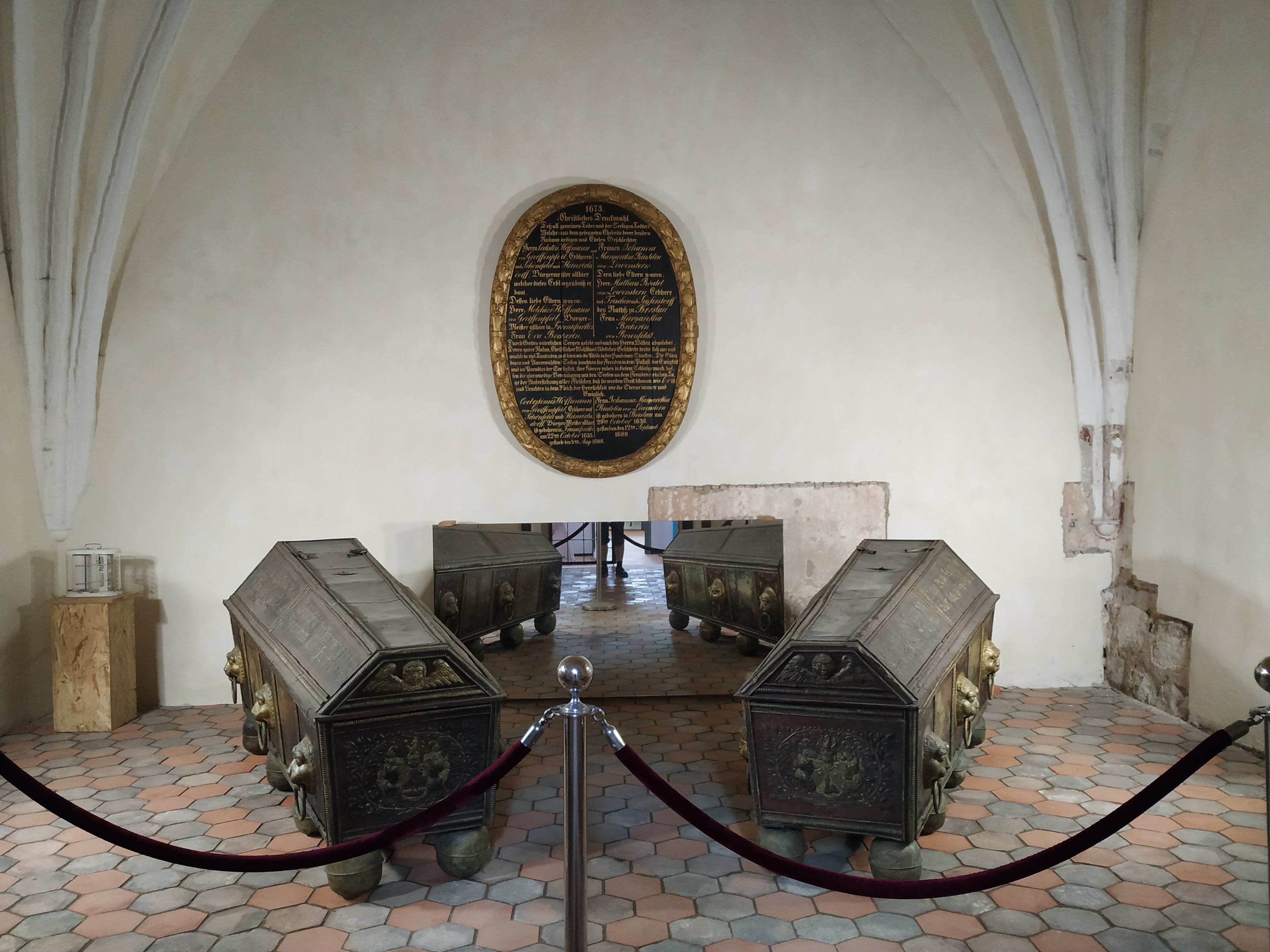
Särge des Bürgermeisters Cölestin Hoffmann von Greiffenpfeil (links) und seiner Ehefrau Johanna Margaretha (rechts)

## Bürgermeistersärge
Sehenswert sind auch die beiden kupfernen Prunksärge, die neuerdings wieder in dem kapellenartigen Raum unter dem Nordturm der Kirche stehen. Es handelt sich dabei um das Begräbnis des Bürgermeisters und Ratsherrn Cölestin Hoffmann von Greiffenpfeil und seiner Ehefrau Johanna Margaretha aus dem Ende des 17. Jahrhunderts.

## Förderverein
Der Förderverein St. Marienkirche Frankfurt (Oder) e. V. wurde 1990 gegründet und unterstützt seither den Wiederaufbau der Kirche sowie ihre kulturelle Nutzung.

## Galerie

Grundriss
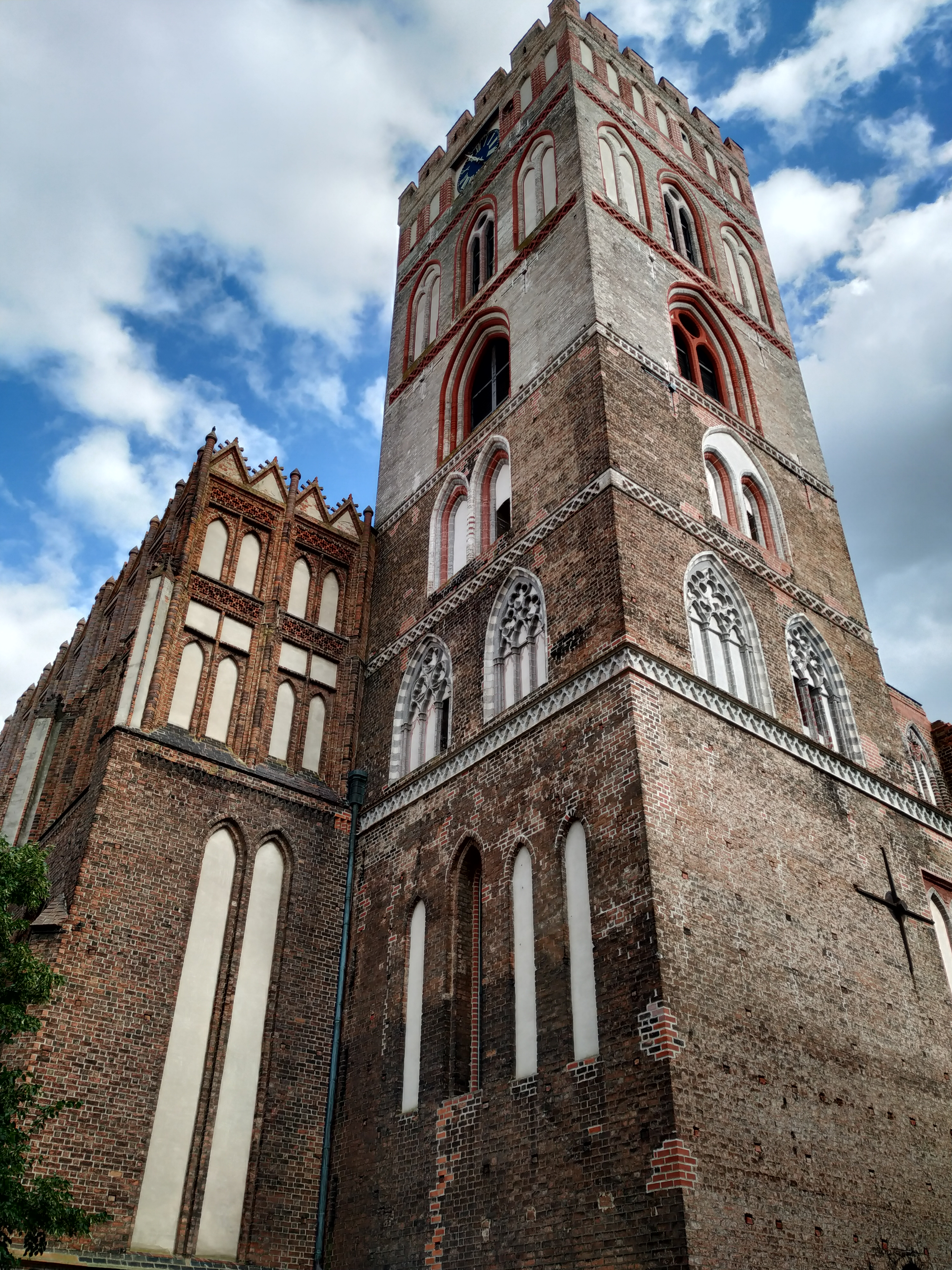
Turm der Marienkirche Frankfurt (Oder)
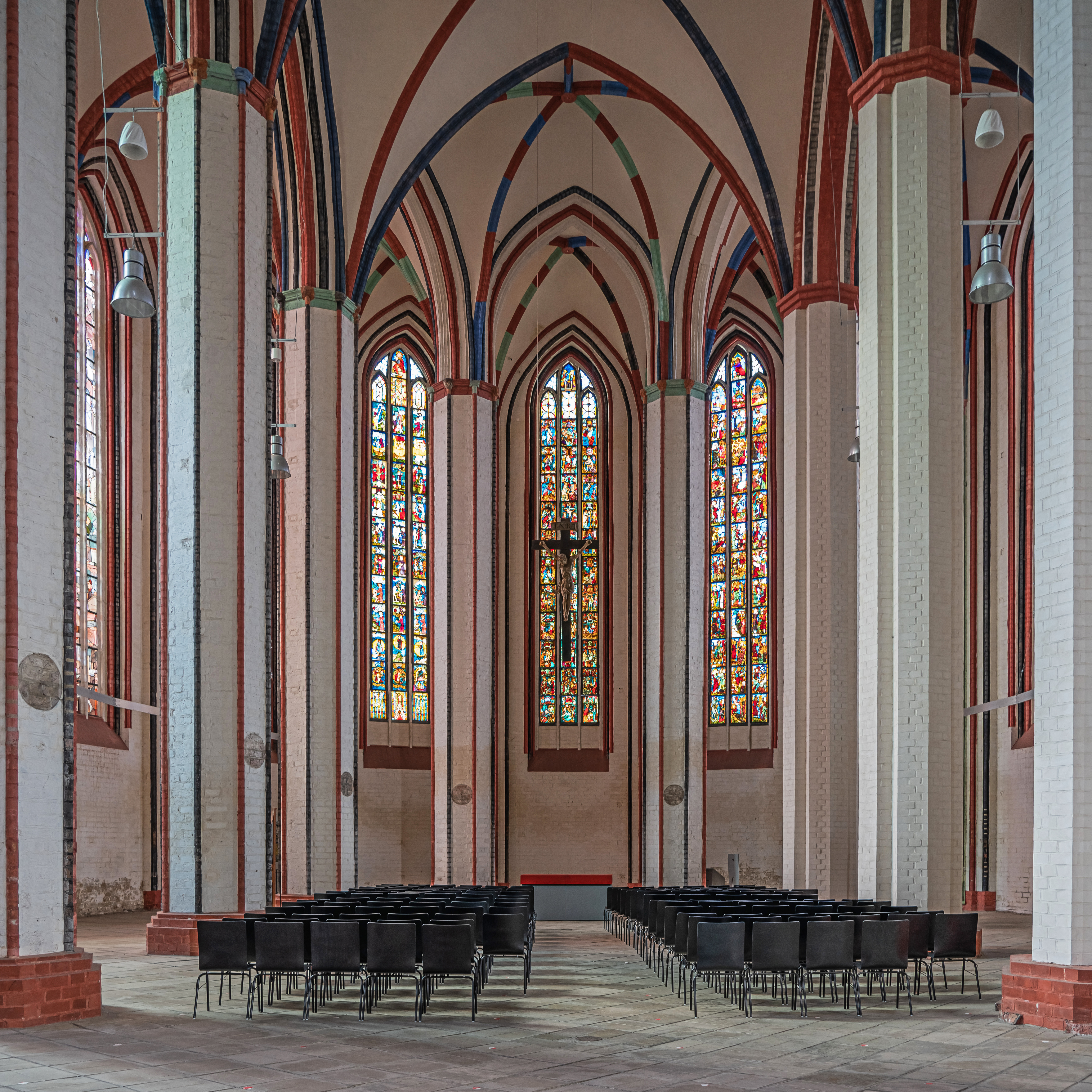
Marienkirche, Chorraum
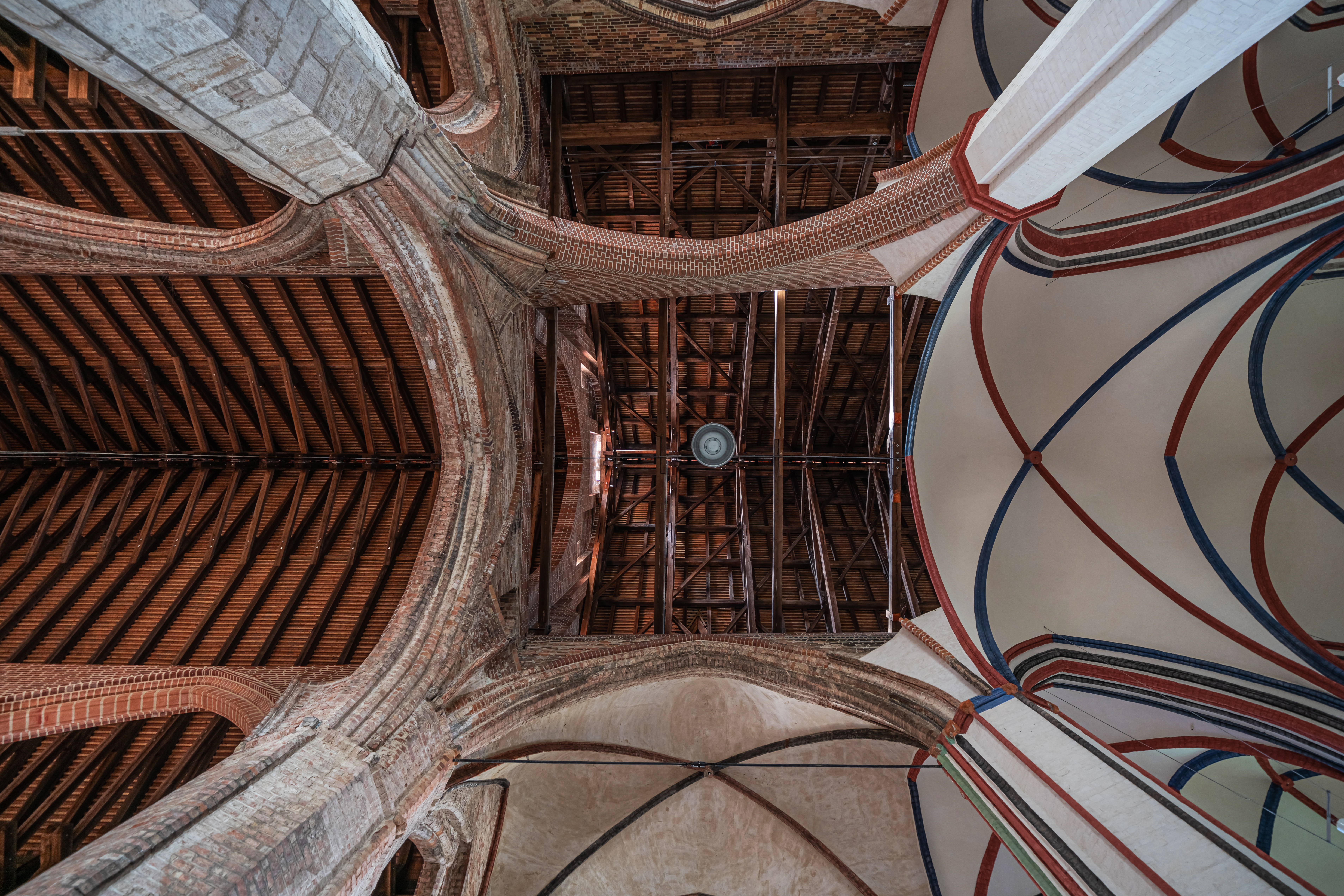
Unvollständiges Kirchenschiff
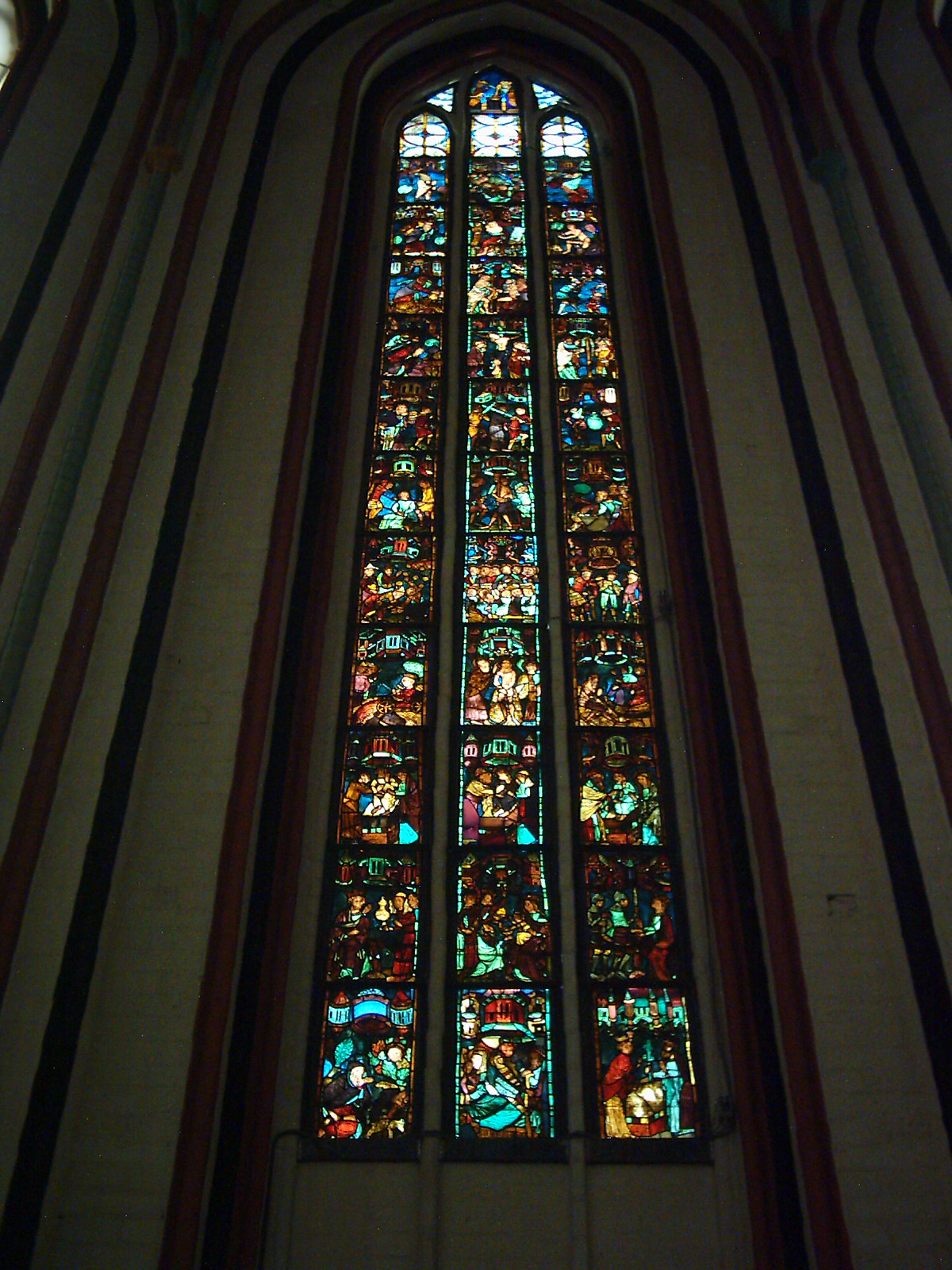
Eines der berühmten Bleiglasfenster der Marienkirche
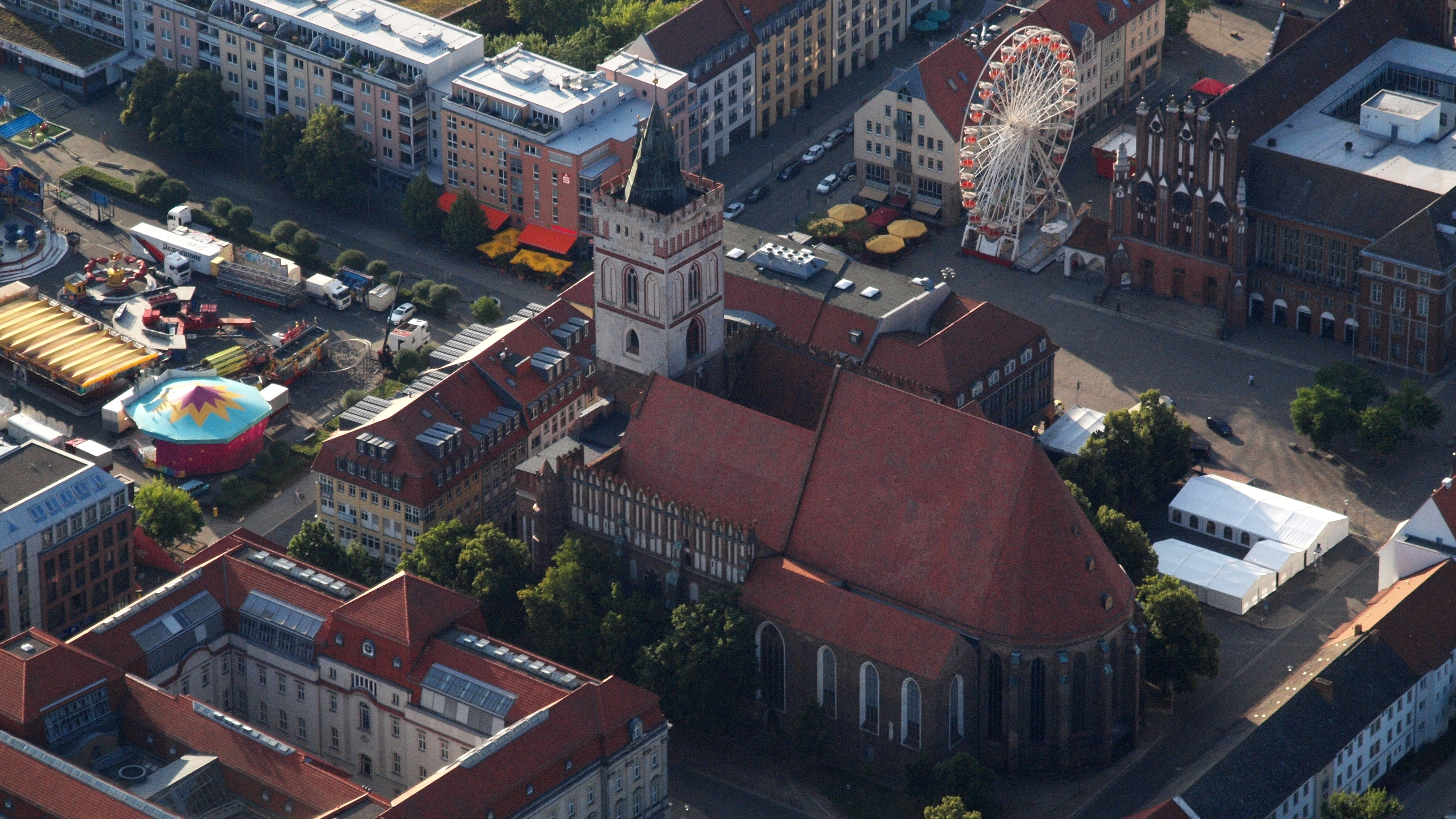
Marienkirche, Luftaufnahme (2015)